# Skatten på Fågelön
Skatten på Fågelön (tjeckiska: Poklad ptačího ostrova) är en tjeckoslovakisk animerad film från 1953 i regi av Karel Zeman. Den är Zemans långfilmsdebut.
Filmen utspelar sig på en ö där öborna upptäcker en skatt som inte enbart för gott med sig. Berättelsen är baserad på en persisk saga, och filmens estetik följer persiska miniatyrer.